# Arkones

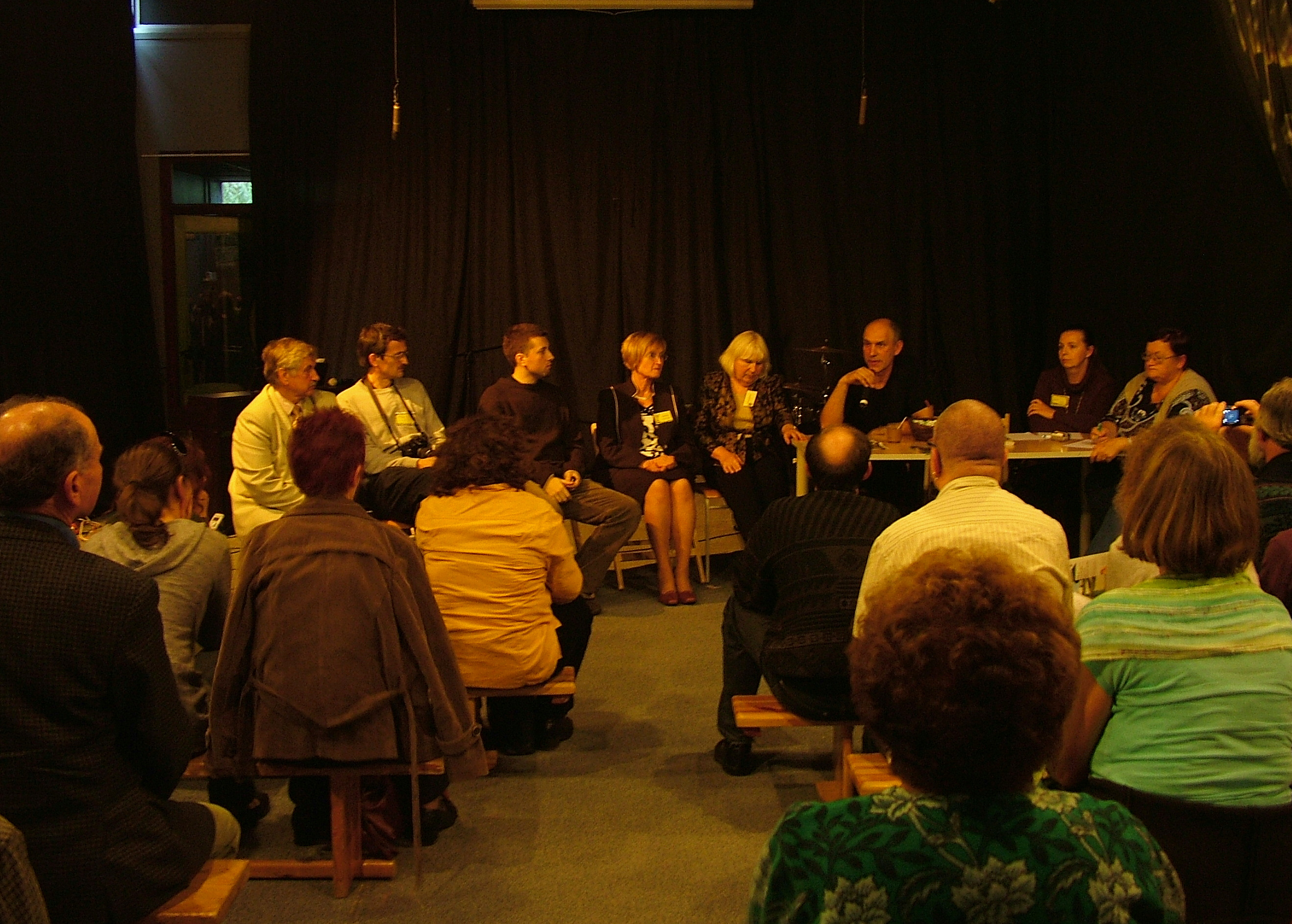

Arkones (Artaj Konfrontoj en Esperanto - Eszperantó Művészeti Konfrontációk rövidítése) egy E-találkozó, amelyet évente Poznanban, Lengyelországban tartanak. Az E-SENCO szervezésében közvetlenül az Adam Mickiewicz Interlingvisztikai Egyetem  tanulmányi időszaka után, szeptemberben. 2014-ben került sor a 30. (jubileumi) Arkonesra.

## Története
A rendezvény sokáig a Łezery iskolában (Poznań, u. Brandstaettera 1), majd 2010 óta a Vasutas Kultúrházban (Poznań, Taylora és Al. Niepodległości kereszteződése) zajlott.
A programok mindig péntek délután kezdődnek és vasárnap délután érnek véget.
A főszervező 2017-ig Paweł Janowczyk volt, aki 2018 elején hunyt el. Több év óta Tobiasz Kaźmierski volt a találkozó társszervezője, jelenleg pedig főszervezője.

## Fordítás
- Ez a szócikk részben vagy egészben  az   Arkones című eszperantó Wikipédia-szócikk ezen változatának fordításán alapul.  Az eredeti cikk szerkesztőit annak laptörténete sorolja fel. Ez a jelzés csupán a megfogalmazás eredetét és a szerzői jogokat jelzi, nem szolgál a cikkben szereplő információk forrásmegjelöléseként.